# Неа Аполония
Неа Аполония или Егри Буджак (на гръцки: Νέα Απολλωνία, до 1928 Εγρή Μπουτζάκ, Егри Буцак) е село в Егейска Македония, Гърция, част от дем Бешичко езеро в административна област Централна Македония. Според преброяването от 2001 година селото има 1860 жители.

## География
Селото е разположено в северната част на Халдикидическия полуостров, на юг от Бешичкото езеро (Волви).

## История

### Праистория, античност и средновековие
На около 1,5 km югоизточно от селото, в местността Кастри е открито селище от бронзовата и желязната епоха. В местността Тумба Чаир на 1,5 km югозападно от селото има селище от късната бронзова и ранната желязна епоха. В местността Меше Алани южно от селото е разкрито селище от късния неолит. В района на гробището, северно от селото е археологическият обект Пазарудска Тумба.
На 1,5 km от източно от Егри Буджак е разкрит град и некропол от класическата, елинистичната и римската епоха, който се идентифицира с Аполония Мигдонска.

### В Османската империя
В XVI век Егри Бужак е мюсюлманско село в нахия Пазаргия, а в XVII – XVIII е засвидетелствано като въглищарско село. В началото на ΧΧ век в Егри Буджак, което принадлежи към Лъгадинска кааза, се заселват юруци. Към 1900 година според статистиката на Васил Кънчов („Македония. Етнография и статистика“) в Ери Буджак живеят 800 жители, всички турци.

### В Гърция
След Междусъюзническата война в 1913 година попада в Гърция. В 1913 година селото (Εγρί Μπουτζιάκ) има 1050 жители. По договора за обмяна на население между Турция и Гърция мюсюлманското население на селото се изселва в Турция и на негово място са заселени гърци от Турция.
В 1928 година името на селото е сменено от Егри Буджак на Неа Аполония. Според преброяването от 1928 година Неа Аполония е изцяло бежанско село с 210 бежански семейства с 866 души.
Егри-Буджак пострадва тежко при земетресение от края на септември 1932 година.
В храма „Свети Павел“ се пазят ценни икони.
В селото има запазени три традиционни къщи, строени от турски семейства в началото на XX век – тази на Вадайоргис-Хиотис-Ставринос, тази на Евгенидис и тази на Мария Кюрдзи.